# Burchinal (Iowa)
Burchinal es un lugar designado por el censo ubicado en el condado de Cerro Gordo en el estado estadounidense de Iowa. En el Censo de 2010 tenía una población de 40 habitantes y una densidad poblacional de 200,57 personas por km².

## Geografía
Burchinal se encuentra ubicado en las coordenadas 43°3′53″N 93°16′43″O / 43.06472, -93.27861. Según la Oficina del Censo de los Estados Unidos, Burchinal tiene una superficie total de 0.2 km², de la cual 0.2 km² corresponden a tierra firme y (0%) 0 km² es agua.

## Demografía
Según el censo de 2010, había 40 personas residiendo en Burchinal. La densidad de población era de 200,57 hab./km². De los 40 habitantes, Burchinal estaba compuesto por el 97.5% blancos, el 2.5% eran afroamericanos, el 0% eran amerindios, el 0% eran asiáticos, el 0% eran isleños del Pacífico, el 0% eran de otras razas y el 0% pertenecían a dos o más razas. Del total de la población el 0% eran hispanos o latinos de cualquier raza.